# Offizieller

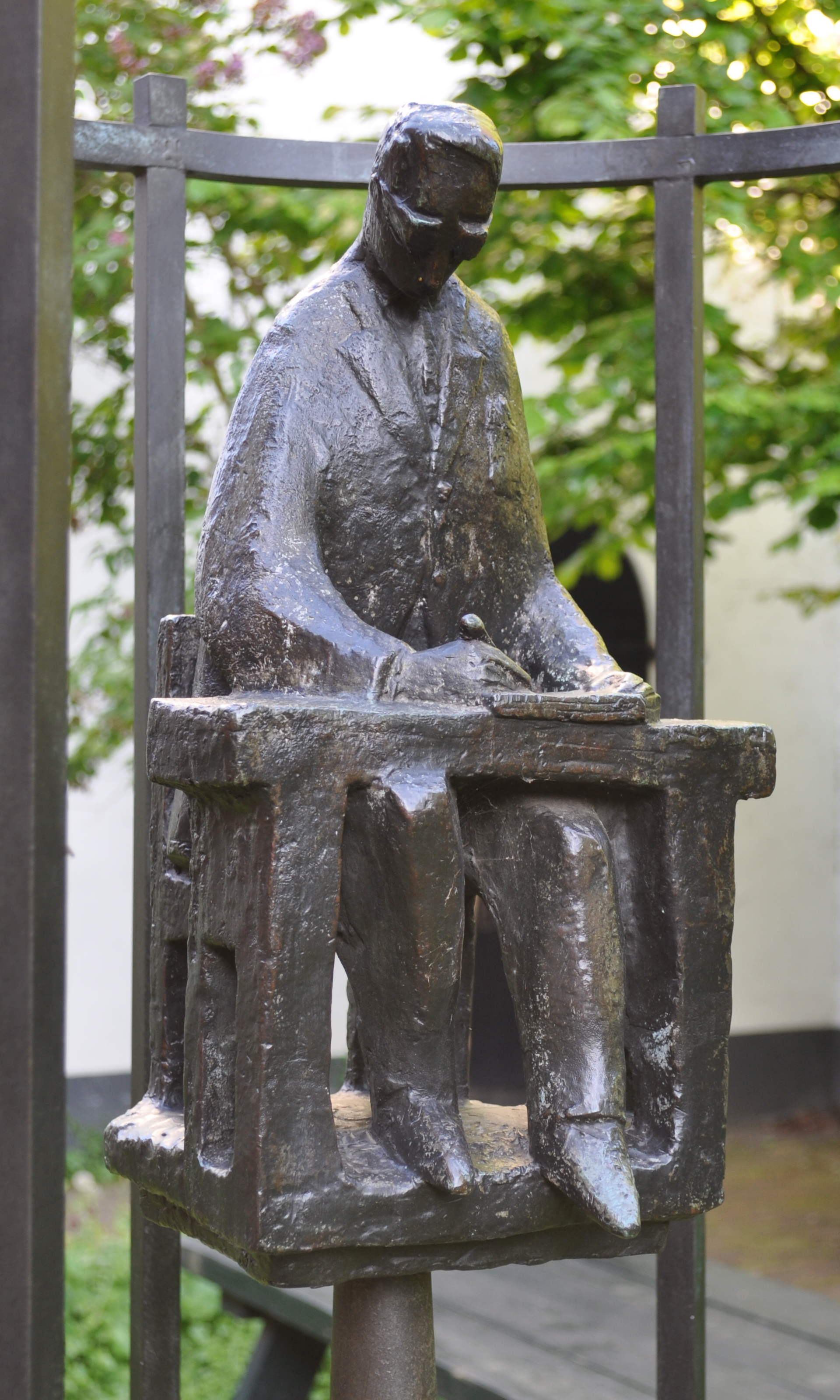
Ambtenaar ("Beamter"), by Louis Dusée, Utrecht, 1961

Ein Offizieller ist eine Person, die ein Amt in einer Organisation oder Regierung innehat und an der Ausübung von Autorität teilnimmt.

## Definitionen
Der Offizielle hat eine Funktion oder einen Auftrag, unabhängig davon, ob damit ein tatsächlicher Arbeitsplatz verbunden ist, und bezieht seine Autorität aus sich selbst oder von einem Vorgesetzten oder Arbeitgeber, nach öffentlichem oder nach Privatrecht. Ein gewählter Offizieller ist eine Person, die aufgrund einer Wahl Amtsträger ist. Offizielle können auch von Amts wegen ernannt werden, oft in einer bestimmten Funktion, etwa als Vorsitzender, Berater, Sekretär. Einige offizielle Positionen können vererbt werden. Die Person, die ein Amt innehat, wird als Amtsinhaber ->Öffentliches Amt<- bezeichnet. „Offizielles“ bezieht sich auf etwas, das mit staatlicher oder anderer maßgeblicher Anerkennung oder einem Auftrag ausgestattet ist, wie in der Amtssprache, im Amtsblatt oder offizieller Zähler.

## Etymologie
Das Wort „Offizieller“ kommt vom altfranzösischen „official“ (12. Jahrhundert), vom lateinischen „officialis“ („Gehilfe eines Magistrats, Regierungsoffizieller“),
der Substantivierung des ursprünglichen Adjektivs „officialis“ („aus einer Pflicht, einem Dienst oder Amt oder diesem angehörig“), von officium („Amt“). Daraus entwickelte sich die Bedeutung „Person, die für eine öffentliche Arbeit oder Aufgabe verantwortlich ist“. 

## Römische Antike
Ein „officialis“ (Plural „officiales“) war die offizielle Bezeichnung für jedes Mitglied des Officiums
(Mitarbeiter) eines hohen Würdenträgers wie eines Statthalters (etwa vergleichbar mit einem modernen Beamten). 

## Sport
Im Sport wird teilweise der Begriff „Offizieller“ verwendet, um eine Person zu beschreiben, die als Schiedsrichter und Schiedsrichterassistent ein Spiel oder eine Veranstaltung leitet und die Spielregeln durchsetzt. Einige Beispiele:
- Offizieller (Eishockey): Schiedsrichter beim Eishockey
- Badmintonschiedsrichter als Technische Offizielle des Badmintonspiels
- Spieloffizielle (Fußball): Fußballschiedsrichter und Schiedsrichterassistenten
- Teamoffizielle (Fußball), Mannschaftsoffizielle (Handball): Begleiter der Mannschaften

Teilweise wird im deutschen Sprachraum auch die englische Form Official verwendet, zum Beispiel
- Chief Bench Official (CBO), einer der Lacrosseschiedsrichter
- Official Scorer beim Baseball

Ein offizieller Wettkampf wird von der zuständigen Stelle ausgeschrieben oder als gültig anerkannt, von Autoritätspersonen vereinbart oder organisiert.

## Andere Verwendungen
Der Begriff Offizier hat dieselbe Wurzel (jedoch eher militärische Konnotation). Ein recht nahes Synonym für „Offizieller“ ist Funktionär, allerdings mit einer Konnotation in Richtung Bürokrat. Dies bezeichnet jemanden, der innerhalb einer Organisation eine bestimmte Rolle ausübt. Ein Beamter ist ein Offizieller einer zentralen oder lokalen Regierung.  Jede dieser Personen handelt in ihrer offiziellen Eigenschaft bei der Wahrnehmung ihrer Amtspflichten.
Offizial ist ein österreichischer Beamtentitel und die Bezeichnung des Leiters eines Kirchengerichts. Das zugehörige Büro wird als Offizialat bezeichnet.

## Adjektiv „offiziell“
Das Adjektiv offiziell kann etwas bezeichnen, das von einer dazu befugten Stelle oder Person ausgeht oder in einen formalen, feierlichen Rahmen stattfindet. Es kann auch bedeuten, dass etwas lediglich vorgeschoben wurde und einen „nicht offiziellen“ Teil verdeckt.
Es bedeutet oft, dass man sich auf die Regierung bezieht, dass man ein Staatsbediensteter ist oder eine staatliche Anerkennung besitzt, oder analog zu Regierungsführung oder einem formellen (insbesondere gesetzlich geregelten) Verfahren im Gegensatz zu informellen Geschäften.
Offiziell ist unter anderem ein Synonym für amtlich, verbindlich, nachgewiesen, formell und nachlesbar.
Einige Beispiele: 
- Ein offizieller Feiertag ist ein gesetzlicher Feiertag mit nationaler (oder regionaler) Anerkennung.
- Eine offizielle Sprache (Amtssprache) ist eine von einer Regierung anerkannte Sprache[5] für den eigenen Gebrauch in der Verwaltung oder für die Erbringung von Dienstleistungen für ihre Bürger (z. B. auf Wegweisern).
- Ein offizieller Sprecher ist eine Person, die befugt ist, als Regierungssprecher im Namen der Regierung, eines Teils davon, beispielsweise eines Ministeriums, oder z. B. als Sprecher einer anderen Organisation („Firmensprecher“) in deren Namen zu einer Reihe von Themen öffentlich zu sprechen.[6]
- Eine offizielle Erklärung wird von einer Organisation zur Bekanntgabe ihrer Position oder Meinung herausgegeben; eine offizielle Entschuldigung ist eine Entschuldigung, die ebenfalls von einer Organisation abgegeben wird (im Gegensatz zu einer Entschuldigung einer Einzelperson).
- Offizielle Richtlinien sind solche, die von einer Organisation öffentlich bekanntgegeben und verteidigt werden. (Beispiel: Spielregeln)
- Ein offizieller Sponsor oder Lieferant ist vom Herausgeber dieser Anerkennung, z. B. dem Veranstalter, legitimiert worden; damit ist oft eine vertragliche Vereinbarung über Abfindung, Umfang oder Grenzen des Engagements verbunden.

In diesen Fällen ist „inoffiziell“ das Antonym und kann auf verschiedene Weise „informell“, „nicht anerkannt“, „persönlich“ oder „unbestätigt“ bedeuten. 
- Ein offizieller Streik ist ein von einer Gewerkschaft organisierter und anerkannter Streik, im Gegensatz zu einem wilden Streik.
- Offizielle Geschichtsschreibung, beispielsweise über eine Institution oder ein Unternehmen, ist eine in Auftrag gegebene Geschichtsschreibung mit der Annahme einer Mitarbeit beim Zugang zu Aufzeichnungen und Archiven, häufig verbunden mit Eingriffen des Auftraggebers in die redaktionelle Arbeit.
- Eine offizielle Biografie basiert normalerweise auf denselben Voraussetzungen und wird mit Zugang zu privaten Dokumenten und der Unterstützung der Familie des Subjekts verfasst.